# US Clay Court Championships 1982
Lo US Clay Court Championships 1982 è stato un torneo di tennis giocato sulla terra verde. È stata la 30ª edizione del torneo, che fa parte del WTA Tour 1982. Si è giocato ad Indianapolis negli USA dal 2 all'8 agosto 1982.

## Campionesse

### Singolare
Virginia Ruzici ha battuto in finale  Helena Suková con il punteggio di 6–2, 6–0

### Doppio
Ivanna Madruga /  Catherine Tanvier hanno battuto in finale  JoAnne Russell /  Virginia Ruzici con il punteggio di 7–5, 7–6